# Ahmed Fakih
Ahmed Fakih (zm. przed 1252) – derwisz i poeta seldżucki.
Jego życie znane jest główne z legend, które pozostawały żywe wśród bektaszytów i w zakonie wirujących derwiszy do XVI stulecia. Według nich był nauczycielem
Rumiego i przewidział dalszy bieg jego życia, zaś jednym z derwiszy został dopiero pod koniec życia, przez poprzednie lata prowadząc życie świeckie i ciesząc się wielką sławą na dworach książąt. Początkowo prowadził życie ascetyczne w mieście, następnie przeniósł się w góry i tam osiągnął ekstazę.
Jedynym zachowanym utworem literackim z dorobku Ahmeda Fakiha jest Księga przeznaczenia (oryg. Çarhname), najstarszy zabytek języka tureckiego z terenu Anatolii, być może stanowiący przekład lub adaptację tekstu perskiego. W dziele tym twórca wypowiada się na temat sensu życia ludzkiego i wzywa do zadbania o życie po śmierci, poprzez refleksję nad czekającym każdego człowieka sądem bożym.